# Katalonien-Rundfahrt 2022
Die Katalonien-Rundfahrt 2022 war die 101. Austragung des spanischen Etappenrennens. Das Radrennen fand vom 21. bis zum 27. März im Rahmen von sieben Etappen statt und war Teil der UCI WorldTour 2022.
Gesamtsieger der Rundfahrt wurde Sergio Higuita (Bora-Hansgrohe) vor Richard Carapaz (Ineos Grenadiers) und João Almeida (UAE Team Emirates). Sergio Higuita sicherte sich zudem die Nachwuchs- und Bergwertung. Die Sprintwertung gewann Kaden Groves (Team BikeExchange-Jayco). Als bestes Team wurde die Mannschaft Bahrain Victorious ausgezeichnet.
Überschattet wurde die 101. Austragung von einem Kollaps des Italieners Sonny Colbrelli, der am Ende der zweiten Etappe im Ziel zusammenbrach und mittel Herz-Lungen-Massage wiederbelebt werden musste. Am 27. März 2022 wurde Sonny Colbrelli aus dem Krankenhaus in Girona entlassen, musste sich jedoch weiteren Untersuchungen unterziehen.

## Streckenführung
Insgesamt legten die Fahrer auf den sieben Etappen 1213 Kilometer zurück. Es standen fünf hüglige und zwei Bergetappen auf dem Programm. Die Rundfahrt begann in Sant Feliu de Guíxols in der Provinz Girona. Anschließend führte die Strecke entlang der Küste Richtung Norden und überquert auf der zweiten Etappe die Grenze nach Nordkatalonien (Frankreich) wo eine Zielankunft in Perpignan stattfand. Auf der dritten Etappe ging es entlang der Têt über die Pyrenäen zurück nach Spanien mit einer Bergankunft in La Molina (1695 m). Der höchste Punkt der Etappe folgte am vierten Tag mit einer weiteren Bergankunft in Boí Taüll (2015 m). Anschließend ließ die Fahrer die Pyrenäen hinter sich und fuhren vom katalanischen Hinterland zurück an die Küste. Nach einer Etappe an der Costa Daurada endete die Rundfahrt mit dem traditionellen Rundkurs auf dem Montjuïc in Barcelona.
| Etappe         | Datum             | Strecke                                          | Typ                 | km    |
| -------------- | ----------------- | ------------------------------------------------ | ------------------- | ----- |
| 1              | Mo, 21. März 2021 | Sant Feliu de Guíxols – Sant Feliu de Guíxols    | Mittelgebirgsetappe | 171   |
| 2              | Di, 22. März 2021 | L'Escala – Perpignan                             | Mittelgebirgsetappe | 202,5 |
| 3              | Mi, 23. März 2021 | Perpignan – La Molina                            | Hochgebirgsetappe   | 161   |
| 4              | Do, 24. März 2021 | La Seu d'Urgell – Boí Taüll                      | Hochgebirgsetappe   | 166,5 |
| 5              | Fr, 25. März 2021 | La Pobla de Segur – Vilanova i la Geltrú         | Mittelgebirgsetappe | 206   |
| 6              | Sa, 26. März 2021 | Salou (Costa Daurada) – Cambrils (Costa Daurada) | Mittelgebirgsetappe | 167,5 |
| 7              | So, 27. März 2021 | Barcelona – Barcelona                            | Mittelgebirgsetappe | 138,5 |
| Gesamtdistanz: | Gesamtdistanz:    | Gesamtdistanz:                                   | Gesamtdistanz:      | 1213  |

## Reglement
Im Rahmen der 101. Auflage wurden Trikots für die Gesamtwertung (weiß/grün), Punktewertung (weiß/blau), Bergwertung (weiß/rot) und Nachwuchswertung (weiß/orange) vergeben. Zusätzlich gab es eine Teamwertung.
Für die Teamwertung wurden die Zeiten der drei besten Fahrer pro Etappe zusammengezählt. Während den Etappen gab es die Möglichkeit, Zeitbonifikationen zu gewinnen, um sich in der Gesamtwertung zu verbessern. Die Vergabe der Sekunden sowie der Punkte für die Punkte- und Bergwertung wird in der folgenden Tabelle erklärt.
|                 |                      | 1. | 2. | 3. | 4. | 5. | 6. | 7. | 8. | 9. | 10. | Platz    |
| Punktewertung   | Zielankunft          | 10 | 6  | 4  |    |    |    |    |    |    |     | Punkte   |
| Punktewertung   | Zwischensprint       | 3  | 2  | 1  |    |    |    |    |    |    |     | Punkte   |
| Bergwertung     | 'Especial' Kategorie | 26 | 20 | 16 | 14 | 12 | 10 | 8  | 6  | 4  | 2   | Punkte   |
| Bergwertung     | 1. Kategorie         | 10 | 8  | 6  | 4  | 2  | 1  |    |    |    |     | Punkte   |
| Bergwertung     | 2. Kategorie         | 5  | 3  | 2  | 1  |    |    |    |    |    |     | Punkte   |
| Bergwertung     | 3. Kategorie         | 3  | 2  | 1  |    |    |    |    |    |    |     | Punkte   |
| Bonussekununden | Zielankunft          | 10 | 6  | 4  |    |    |    |    |    |    |     | Sekunden |
| Bonussekununden | Zwischensprint       | 3  | 2  | 1  |    |    |    |    |    |    |     | Sekunden |

## Teilnehmende Mannschaften und Fahrer
Neben den 18 UCI WorldTeams standen 6 UCI ProTeams am Start. Mit Ausnahme von Jumbo-Visma, Bora-Hansgrohe und Lotto Soudal nutzten alle Teams die sieben Startplätze. Alessandro De Marchi (Israel-Premier Tech) ging bei der ersten Etappe nicht an den Start. Von den insgesamt 165 Fahrer gestarteten Fahrern erreichten bur 94 das Ziel in Barcelona.
Als Favoriten auf den Gesamtsieg galten: Richard Carapaz (Ineos Grenadiers), Simon Yates (Team BikeExchange-Jayco), Nairo Quintana (Team Arkéa-Samsic), João Almeida (UAE Team Emirates), Tom Dumoulin (Jumbo-Visma), Jack Haig (Bahrain Victorious), Alejandro Valverde, Iván Sosa (beide Movistar) und Michael Woods (Israel-Premier Tech). Dazu kamen mit Fausto Masnada (Quick-Step Alpha Vinyl), Richie Porte, Carlos Rodríguez (beide Ineos Grenadiers), Steven Kruijswijk (Jumbo-Visma), Juan Ayuso (UAE Team Emirates), Wout Poels (Bahrain Victoriuos), Jai Hindley, Sergio Higuita (Bora Hansgrohe), Ben O’Connor (AG2R Citroën Team), Guillaume Martin (Cofidis), Hugh Carthy und Esteban Chaves (EF Education-EasyPost) weitere starke Berg und Gesamtklassement Fahrer.
Von den Sprintern galten Sonny Colbrelli (Bahrain Victorious), Michael Matthews (Team BikeExchange-Jayco) und Hugo Hofstetter (Team Arkéa-Samsic) als mögliche Etappensieger.
| UCI WorldTeams | UCI WorldTeams        | UCI WorldTeams | UCI WorldTeams                    | UCI WorldTeams | UCI WorldTeams          | UCI ProTeams | UCI ProTeams           |
| -------------- | --------------------- | -------------- | --------------------------------- | -------------- | ----------------------- | ------------ | ---------------------- |
| ACT            | AG2R Citroën Team     | IGD            | Ineos Grenadiers                  | BEX            | Team BikeExchange-Jayco | BBH          | Burgos-BH              |
| AST            | Astana Qazaqstan Team | IWG            | Intermaché-Wanty-Gobert Matériaux | DSM            | Team DSM                | CJR          | Caja Rural-Seguros RGA |
| TBV            | Bahrain Victorious    | IPT            | Israel-Premier Tech               | TFS            | Trek-Segafredo          | EKP          | Equipo Kern Pharma     |
| BOH            | Bora-Hansgrohe        | TJV            | Jumbo-Visma                       | UAD            | UAE Team Emirates       | EUS          | Euskaltel-Euskadi      |
| COF            | Cofidis               | LTS            | Lotto Soudal                      |                |                         | ARK          | Team Arkéa-Samsic      |
| EFE            | EF Education-EasyPost | MOV            | Movistar Team                     |                |                         | UXT          | Uno-X Pro Cycling Team |
| GFC            | Groupama-FDJ          | QST            | Quick-Step Alpha Vinyl Team       |                |                         |              |                        |

## Rennverlauf und Ergebnisse
Die erste Etappe wurde auf teils nassen Straßen in einem Massensprint entschieden. Auf den letzten ansteigenden Metern setzte sich Michael Matthews (Team BikeExchange-Jayco) vor Sonny Colbrelli (Bahrain Victorious) und Quentin Pacher (Groupama-FDJ) durch. Michael Matthews schlüpfte gleichzeitig als erster Fahrer in das Führungstrikot. Nach dem Zieleinlauf brach der zweitplatzierte Sonny Colbrelli zusammen. Im Zuge der ersten Notfallmaßnahmen musste auch eine Herzdruckmassage durchgeführt werden. Sonny Colbrelli wurde anschließend in ein Spital in Girona eingeliefert.
Die zweite Etappe wurde vom Wind und Stürzen beeinflusst. Kaden Groves (Team BikeExchange-Jayco) setzte sich im Sprint aus einer kleinen Gruppe (rund 50 Fahrer) durch und siegte vor Phil Bauhaus  (Bahrain Victorious) und Hugo Hofstetter (Team Arkéa-Samsic). Mit Simon Yates (Team BikeExchange-Jayco), Michael Woods (Israel-Premier Tech), Tom Dumoulin (Jumbo-Visma), Hugh Carthy (EF Education-EasyPost), Jai Hindley (Bora-Hansgrohe), Carlos Rodríguez (Ineos Grenadiers) und Iván Sosa (Movistar Team) verloren gleich mehrere Favoriten auf den Gesamtsieg über eine halbe Minute an Zeit. Jack Haig (Bahrain Victorious) ging nicht an den Start und Richie Porte (Ineos Grenadiers) beendete die zweite Etappe nicht. Die Gesamtführung übernahm Jonas Iversby Hvideberg (Team DSM), der erneut in die Fluchtgruppe ging und sich wie bereits auf der Ersten Etappe Zeitbonifikationen bei den Zwischensprints sicherte.
Die dritte Etappe endete mit einer Bergankunft in La Molina (1695 m). Auf dem Schlussanstieg griff Ben O’Connor (AG2R Citroën Team) 8,5 Kilometer vor dem Ziel an und konnte sich mit einem Vorsprung von sechs Sekunden auf die Favoritengruppe ins Ziel retten. Neben dem Etappensieg übernahm der Australier auch die Gesamtführung mit zehn bzw. zwölf Sekunden Vorsprung auf Juan Ayuso (UAE Team Emirates) und Nairo Quintana (Team Arkéa-Samsic). Simon Yates verlor über zehn Minuten an Zeit, während Tom Dumoulin das Rennen aufgab.
Die vierte Etappe und zweite Bergankunft sicherte sich João Almeida (UAE Team Emirates) im Sprint vor Nairo Quintana und Sergio Higuita (Bora-Hansgrohe). Das Trio hatte sich gemeinsam mit Richard Carapaz (Ineos Grenadiers) rund 1,5 Kilometer von den anderen Favoriten absetzten können. Während Richard Carapaz auf den letzten Metern zurückfiel, überquerten die drei den Zielstrich mit sieben Sekunden Vorsprung auf Wout Poels (Bahrain Victorious) und dreizehn Sekunden auf die weiteren Gesamtklassementfahrer. Ben O’Connor verlor mit Platz zwölf und 23 Sekunden Rückstand das Führungstrikot an Nairo Quintana, der nun zeitgleich mit João Almeida die Rundfahrt anführt. Dahinter befindet sich Sergio Higuita mit sechs Sekunden Rückstand.
Die fünfte Etappe brachte erneut einen neuen Führungswechsel in der Gesamtwertung. Da die Ausreißergruppe bereits vor dem zweiten Zwischensprint (17 Kilometer vor dem Ziel) eingeholt wurde, konnte sich João Almeida mit Platz drei eine Sekunde an Zeitbonifikation sichern. Folglich übernahm der Portugiese das Führungstrikot und setzte sich mit einer Sekunde Vorsprung auf Nairo Quintana an die Spitze. Tobias Halland Johannessen (Uno-X Pro Cycling) holte drei Bonussekunden, reduzierte somit seinen Rückstand blieb aber gesamt siebenter. Der Etappensieg ging in einem Massensprint an Ethan Vernon (Quick-Step Alpha Vinyl) vor Phil Bauhaus und Dorian Godon (AG2R Citroën Team).
Auf der sechsten Etappe setzten sich Sergio Higuita und Richard Carapaz gemeinsam mit dessen Teamkollegen Lucas Plapp (Ineos Grenadiers) in einem Anstieg mehr als 130 Kilometer vor dem Ziel ab. Bei Regen und Kälte fuhren sie einen Vorsprung von über drei Minuten auf den Gesamtführenden João Almeida heraus, dessen Team die Lücke nicht schließen konnte. Nach getaner Arbeit fiel Lucas Plapp zurück und gab das Rennen auf. Der Vorsprung der beiden Ausreißer nahm im Finale zwar kontinuierlich ab, wurde jedoch nicht geschlossen. Im Zielsprint setzte sich Richard Carapaz vor Sergio Higuita durch und gewann die Etappe. Dahinter folgte das Hauptfeld mit einem Rückstand von 48 Sekunden. João Almeida verlor das Trikot und fiel in der Gesamtwertung mit 52 Sekunden Rückstand auf Rang drei zurück. Sergio Higuita wurde neuer Gesamtführender mit 16 Sekunden Vorsprung auf Richard Carapaz.
Auf der letzten Etappe verteidigte Sergio Higuita das Leader-Trikot und gewann zum ersten Mal die Katalonien-Rundfahrt. Auch auf den Podiumsplätzen kam es zu keinen Veränderungen. Den Tagessieg der Schlussetappe sicherte sich Andrea Bagioli (Quick-Step Alpha Vinyl) vor Attila Valter (Groupama-FDJ) und Fernando Barceló (Caja Rural-Seguros RGA). Sonny Colbrelli, der im Ziel der zweiten Etappe zusammengebrochen war, konnte am Tag der Schlussetappe das Krankenhaus verlassen und flog zurück in seine Heimat, um dort weitere Untersuchungen durchführen zu lassen.
Etappe 1: Sant Feliu de Guíxols – Sant Feliu de Guíxols (171 km)
Start und Ziel der ersten Etappe war der Küstenort Sant Feliu de Guíxols in der Provinz Girona. Insgesamt standen mit der Alt de Santa Pellaia (355 m), Alt de la Ganga (225 m) und Alt de Romanya (325 m) drei Bergwertungen der 3. Kategorie auf dem Programm. Die letzte der Bergwertung wurde rund 25 Kilometer vor dem Ziel überquert. Danach und kurz zuvor wurden zwei Zwischensprints in Sant Feliu de Guíxols und Calonge i Sant Antoni ausgetragen. Die letzten Meter führten leicht ansteigend ins Ziel.
| Platz | Fahrer                   | Nation | Team                        | Zeit                   |
| ----- | ------------------------ | ------ | --------------------------- | ---------------------- |
| 01.   | Michael Matthews         | AUS    | Team BikeExchange-Jayco     | 3:47:11 h (45,21 km/h) |
| 02.   | Sonny Colbrelli          | ITA    | Bahrain Victorious          | "                      |
| 03.   | Quentin Pacher           | FRA    | Groupama-FDJ                | "                      |
| 04.   | Andrea Bagioli           | ITA    | Quick-Step Alpha Vinyl Team | "                      |
| 05.   | Sergio Higuita           | COL    | Bora-Hansgrohe              | "                      |
| 06.   | Mattias Skjelmose Jensen | DEN    | Trek-Segafredo              | "                      |
| 07.   | Simon Clarke             | AUS    | Israel-Premier Tech         | "                      |
| 08.   | Eduard Prades            | ESP    | Caja Rural-Seguros RGA      | "                      |
| 09.   | Hugo Hofstetter          | FRA    | Team Arkéa-Samsic           | "                      |
| 10.   | Attila Valter            | HUN    | Groupama-FDJ                | "                      |

| Platz | Fahrer                   | Nation | Team                        | Zeit       |
| ----- | ------------------------ | ------ | --------------------------- | ---------- |
| 01.   | Michael Matthews         | AUS    | Team BikeExchange-Jayco     | 3:47:01 h  |
| 02.   | Sonny Colbrelli          | ITA    | Bahrain Victorious          | + 0:04 min |
| 03.   | Jonas Iversby Hvideberg  | NOR    | Team DSM                    | "          |
| 04.   | Quentin Pacher           | FRA    | Groupama-FDJ                | + 0:06 min |
| 05.   | Andrea Bagioli           | ITA    | Quick-Step Alpha Vinyl Team | + 0:10 min |
| 06.   | Sergio Higuita           | COL    | Bora-Hansgrohe              | "          |
| 07.   | Mattias Skjelmose Jensen | DEN    | Trek-Segafredo              | "          |
| 08.   | Simon Clarke             | AUS    | Israel-Premier Tech         | "          |
| 09.   | Eduard Prades            | ESP    | Caja Rural-Seguros RGA      | "          |
| 10.   | Hugo Hofstetter          | FRA    | Team Arkéa-Samsic           | "          |

Etappe 2: L'Escala – Perpignan (202,5 km)
Die zweite Etappe startete in L’Escala und führte über die französische Grenze nach Perpignan. Insgesamt wurden drei Bergwertungen der 3. Kategorie absolviert. Etwa zur Hälfte der Etappe passierten die Fahrer den Coll de Sa Fita (240 m). Anschließend ging es entlang einer Küstenstraße (N-260) über den Coll del Frare (190 m) und den Coll dels Belitres (155 m), wo die Landesgrenze überquert wurde. Sobald Argelès-sur-Mer passiert wurde, führten die letzten 30 Kilometer flach zum Zielort. Die beiden Zwischensprints wurden nach der ersten Bergwertung in Llançà und El Port de la Selva ausgetragen.
| Platz | Fahrer                   | Nation | Team                        | Zeit                   |
| ----- | ------------------------ | ------ | --------------------------- | ---------------------- |
| 01.   | Kaden Groves             | AUS    | Team BikeExchange-Jayco     | 4:44:28 h (42,69 km/h) |
| 02.   | Phil Bauhaus             | GER    | Bahrain Victorious          | "                      |
| 03.   | Hugo Hofstetter          | FRA    | Team Arkéa-Samsic           | "                      |
| 04.   | Ethan Vernon             | GBR    | Quick-Step Alpha Vinyl Team | "                      |
| 05.   | Sebastián Molano         | COL    | UAE Team Emirates           | "                      |
| 06.   | Manuel Peñalver          | ESP    | Burgos-BH                   | "                      |
| 07.   | Michael Matthews         | AUS    | Team BikeExchange-Jayco     | "                      |
| 08.   | Steven Kruijswijk        | NED    | Jumbo-Visma                 | "                      |
| 09.   | Henri Vandenabeele       | BEL    | Team DSM                    | "                      |
| 10.   | Mattias Skjelmose Jensen | DEN    | Trek-Segafredo              | "                      |

| Platz | Fahrer                     | Nation | Team                               | Zeit       |
| ----- | -------------------------- | ------ | ---------------------------------- | ---------- |
| 01.   | Jonas Iversby Hvideberg    | NOR    | Team DSM                           | 8:31:28 h  |
| 02.   | Michael Matthews           | AUS    | Team BikeExchange-Jayco            | + 0:01 min |
| 03.   | Hugo Hofstetter            | FRA    | Team Arkéa-Samsic                  | + 0:07 min |
| 04.   | Mattias Skjelmose Jensen   | DEN    | Trek-Segafredo                     | + 0:11 min |
| 05.   | Sebastián Molano           | COL    | UAE Team Emirates                  | "          |
| 06.   | Giulio Ciccone             | ITA    | Trek-Segafredo                     | "          |
| 07.   | Tobias Halland Johannessen | NOR    | Uno-X Pro Cycling Team             | "          |
| 08.   | Sergio Higuita             | COL    | Bora-Hansgrohe                     | "          |
| 09.   | Jan Bakelants              | BEL    | Intermarché-Wanty-Gobert Matériaux | "          |
| 10.   | Sam Oomen                  | NED    | Jumbo-Visma                        | "          |

Etappe 3: Perpignan – La Molina (161 km)
Die dritte Etappe startete in Perpignan und führte zurück nach Spanien in den Wintersportort La Molina (1695 m). Die ersten 80 Kilometer führten bergauf entlang der Têt in die Pyrenäen zu einer Bergwertung der 1. Kategorie bei Mont-Louis (1565 m). Anschließend folgten Zwischensprints in der Enklave Llívia und Puigcerdà, unmittelbar nach der Überquerung der Grenze. Mit dem Collada de Toses (1785 m) folgte ein weiterer Anstieg der 1. Kategorie. Von Alp aus führten die letzten 12 Kilometer bergauf zur Zielankunft in La Molina (Bergwertung der 1. Kategorie).
| Platz | Fahrer                     | Nation | Team                    | Zeit                   |
| ----- | -------------------------- | ------ | ----------------------- | ---------------------- |
| 01.   | Ben O’Connor               | AUS    | AG2R Citroën Team       | 4:12:51 h (38,22 km/h) |
| 02.   | Juan Ayuso                 | ESP    | UAE Team Emirates       | + 0:06 min             |
| 03.   | Nairo Quintana             | COL    | Team Arkéa-Samsic       | "                      |
| 04.   | Sergio Higuita             | COL    | Bora-Hansgrohe          | "                      |
| 05.   | João Almeida               | POR    | UAE Team Emirates       | "                      |
| 06.   | Wout Poels                 | NED    | Bahrain Victorious      | "                      |
| 07.   | Giulio Ciccone             | ITA    | Trek-Segafredo          | "                      |
| 08.   | Tobias Halland Johannessen | NOR    | Uno-X Pro Cycling Team  | "                      |
| 09.   | Guillaume Martin           | FRA    | Cofidis                 | "                      |
| 10.   | Damien Howson              | AUS    | Team BikeExchange-Jayco | "                      |

| Platz | Fahrer                     | Nation | Team                   | Zeit       |
| ----- | -------------------------- | ------ | ---------------------- | ---------- |
| 01.   | Ben O’Connor               | AUS    | AG2R Citroën Team      | 12:44:20 h |
| 02.   | Juan Ayuso                 | ESP    | UAE Team Emirates      | + 0:10 min |
| 03.   | Nairo Quintana             | COL    | Team Arkéa-Samsic      | + 0:12 min |
| 04.   | Sergio Higuita             | COL    | Bora-Hansgrohe         | + 0:16 min |
| 05.   | Giulio Ciccone             | ITA    | Trek-Segafredo         | "          |
| 06.   | Tobias Halland Johannessen | NOR    | Uno-X Pro Cycling Team | "          |
| 07.   | Wout Poels                 | NED    | Bahrain Victorious     | "          |
| 08.   | Guillaume Martin           | FRA    | Cofidis                | "          |
| 09.   | João Almeida               | POR    | UAE Team Emirates      | "          |
| 10.   | Steven Kruijswijk          | NED    | Jumbo-Visma            | + 0:19 min |

Etappe 4: La Seu d'Urgell – Boí Taüll (166,5 km)
Die vierte Etappe führte von La Seu d’Urgell durch die Pyrenäen und endete mit einer Bergankunft in Boí Taüll (2015 m). Bereits nach rund 44 Kilometern wurde mit dem Coll de Bóixols (1325 m) der erste von drei Anstiegen der 1. Kategorie überquert. Nach der Abfahrt und einer längeren flachen Passage folgte der Port de la Creu de Perves (1325 m) nach 120 gefahrenen Kilometern. Danach wurden Zwischensprints in El Pont de Suert und Barruera (Vall de Boí) ausgetragen. Der Schlussanstieg nach Boí Taüll war rund 14 Kilometer lang.
| Platz | Fahrer                     | Nation | Team                   | Zeit                   |
| ----- | -------------------------- | ------ | ---------------------- | ---------------------- |
| 01.   | João Almeida               | POR    | UAE Team Emirates      | 4:20:27 h (38,40 km/h) |
| 02.   | Nairo Quintana             | COL    | Team Arkéa-Samsic      | "                      |
| 03.   | Sergio Higuita             | COL    | Bora-Hansgrohe         | "                      |
| 04.   | Wout Poels                 | NED    | Bahrain Victorious     | + 0:07 min             |
| 05.   | Tobias Halland Johannessen | NOR    | Uno-X Pro Cycling Team | + 0:13 min             |
| 06.   | Juan Ayuso                 | ESP    | UAE Team Emirates      | "                      |
| 07.   | Richard Carapaz            | ECU    | Ineos Grenadiers       | "                      |
| 08.   | Jai Hindley                | AUS    | Bora-Hansgrohe         | "                      |
| 09.   | Carlos Rodríguez           | ESP    | Ineos Grenadiers       | "                      |
| 10.   | Guillaume Martin           | FRA    | Cofidis                | "                      |

| Platz | Fahrer                     | Nation | Team                   | Zeit       |
| ----- | -------------------------- | ------ | ---------------------- | ---------- |
| 01.   | Nairo Quintana             | COL    | Team Arkéa-Samsic      | 17:04:53 h |
| 02.   | João Almeida               | POR    | UAE Team Emirates      | "          |
| 03.   | Sergio Higuita             | COL    | Bora-Hansgrohe         | + 0:06 min |
| 04.   | Juan Ayuso                 | ESP    | UAE Team Emirates      | + 0:17 min |
| 05.   | Wout Poels                 | NED    | Bahrain Victorious     | "          |
| 06.   | Ben O’Connor               | AUS    | AG2R Citroën Team      | "          |
| 07.   | Tobias Halland Johannessen | NOR    | Uno-X Pro Cycling Team | + 0:23 min |
| 08.   | Guillaume Martin           | FRA    | Cofidis                | "          |
| 09.   | Richard Carapaz            | ECU    | Ineos Grenadiers       | + 0:26 min |
| 10.   | Torstein Træen             | NOR    | Uno-X Pro Cycling Team | + 0:34 min |

Etappe 5: La Pobla de Segur – Vilanova i la Geltrú (206 km)
Die fünfte Etappe und längste Etappe führte von La Pobla de Segur nach Vilanova i la Geltrú. Knapp 40 Kilometer nach dem Start wurde mit dem Coll de Comiols (1085 m) ein Anstieg der 3. Kategorie überquert. Anschließend führte ein hügliges Terrain ohne nennenswerte Anstiege an die Mittelmeerküste. Innerhalb der letzten 40 Kilometer wurde jeweils ein Zwischensprint in La Bisbal del Penedès und am Stausee Pantà de Foix ausgetragen.
| Platz | Fahrer           | Nation | Team                        | Zeit                   |
| ----- | ---------------- | ------ | --------------------------- | ---------------------- |
| 01.   | Ethan Vernon     | GBR    | Quick-Step Alpha Vinyl Team | 5:21:17 h (38,52 km/h) |
| 02.   | Phil Bauhaus     | GER    | Bahrain Victorious          | "                      |
| 03.   | Dorian Godon     | FRA    | AG2R Citroën Team           | "                      |
| 04.   | Guillaume Boivin | CAN    | Israel-Premier Tech         | "                      |
| 05.   | Kaden Groves     | AUS    | Team BikeExchange-Jayco     | "                      |
| 06.   | Martin Laas      | EST    | Bora-Hansgrohe              | "                      |
| 07.   | Manuel Peñalver  | ESP    | Burgos-BH                   | "                      |
| 08.   | Ivo Oliveira     | POR    | UAE Team Emirates           | "                      |
| 09.   | Hugo Hofstetter  | FRA    | Team Arkéa-Samsic           | "                      |
| 10.   | Guillaume Martin | FRA    | Cofidis                     | "                      |

| Platz | Fahrer                     | Nation | Team                   | Zeit       |
| ----- | -------------------------- | ------ | ---------------------- | ---------- |
| 01.   | João Almeida               | POR    | UAE Team Emirates      | 22:26:09 h |
| 02.   | Nairo Quintana             | COL    | Team Arkéa-Samsic      | + 0:01 min |
| 03.   | Sergio Higuita             | COL    | Bora-Hansgrohe         | + 0:07 min |
| 04.   | Juan Ayuso                 | ESP    | UAE Team Emirates      | + 0:18 min |
| 05.   | Wout Poels                 | NED    | Bahrain Victorious     | "          |
| 06.   | Ben O’Connor               | AUS    | AG2R Citroën Team      | "          |
| 07.   | Tobias Halland Johannessen | NOR    | Uno-X Pro Cycling Team | + 0:21 min |
| 08.   | Guillaume Martin           | FRA    | Cofidis                | + 0:24 min |
| 09.   | Richard Carapaz            | ECU    | Ineos Grenadiers       | + 0:27 min |
| 10.   | Torstein Træen             | NOR    | Uno-X Pro Cycling Team | + 0:35 min |

Etappe 6: Salou (Costa Daurada) – Cambrils (Costa Daurada) (167,5 km)
Die sechste Etappe wurde in Form einer großen Schleife an der Costa Daurada absolviert. Als Startort und Zielort dienten Salou und Cambrils. Von der Küste aus führte die Strecke in das Gebirge von Prades. Dort wurde mit dem Coll de les Llebres (950 m) rund 40 Kilometer nach dem Start eine Bergwertung der 1. Kategorie überquert. Anschließend folgte ein hügliges Gelände mit dem 920 Meter hohen Coll de Capafonts (Bergwertung der 2. Kategorie) und einem Zwischensprint in Prades. Rund 27 Kilometer vor dem Ziel stand mit dem Coll de la Teixeta (545 m) eine weitere Bergwertung der 2. Kategorie auf dem Programm. Anschließend ging es bergab zurück zur Küste. In der Nähe des Viaducte dels Masos wurde rund 20 Kilometer vor dem Ziel ein weiterer Zwischensprint ausgetragen.
| Platz | Fahrer                   | Nation | Team                               | Zeit                   |
| ----- | ------------------------ | ------ | ---------------------------------- | ---------------------- |
| 01.   | Richard Carapaz          | ECU    | Ineos Grenadiers                   | 4:09:19 h (40,75 km/h) |
| 02.   | Sergio Higuita           | COL    | Bora-Hansgrohe                     | "                      |
| 03.   | Kaden Groves             | AUS    | Team BikeExchange-Jayco            | + 0:48 min             |
| 04.   | Simone Velasco           | ITA    | Astana Qazaqstan Team              | "                      |
| 05.   | Quentin Pacher           | FRA    | Groupama-FDJ                       | "                      |
| 06.   | Jan Bakelants            | BEL    | Intermarché-Wanty-Gobert Matériaux | "                      |
| 07.   | Fernando Barceló         | ESP    | Caja Rural-Seguros RGA             | "                      |
| 08.   | Dorian Godon             | FRA    | AG2R Citroën Team                  | "                      |
| 09.   | Mattias Skjelmose Jensen | DEN    | Trek-Segafredo                     | "                      |
| 10.   | Henri Vandenabeele       | BEL    | Team DSM                           | "                      |

| Platz | Fahrer                     | Nation | Team                   | Zeit       |
| ----- | -------------------------- | ------ | ---------------------- | ---------- |
| 01.   | Sergio Higuita             | COL    | Bora-Hansgrohe         | 26:35:24 h |
| 02.   | Richard Carapaz            | ECU    | Ineos Grenadiers       | + 0:16 min |
| 03.   | João Almeida               | POR    | UAE Team Emirates      | + 0:52 min |
| 04.   | Nairo Quintana             | COL    | Team Arkéa-Samsic      | + 0:53 min |
| 05.   | Juan Ayuso                 | ESP    | UAE Team Emirates      | + 1:08 min |
| 06.   | Wout Poels                 | NED    | Bahrain Victorious     | + 1:10 min |
| 07.   | Ben O’Connor               | AUS    | AG2R Citroën Team      | "          |
| 08.   | Tobias Halland Johannessen | NOR    | Uno-X Pro Cycling Team | + 1:13 min |
| 09.   | Guillaume Martin           | FRA    | Cofidis                | + 1:16 min |
| 10.   | Torstein Træen             | NOR    | Uno-X Pro Cycling Team | + 1:27 min |

Etappe 7: Barcelona – Barcelona (138,5 km)
Die siebte und letzte Etappe startete und endete in der katalanischen Hauptstadt Barcelona. Unmittelbar nach dem offiziellen Start wurde in Molins de Rei ein Zwischensprint ausgefahren. Anschließend ging es in die Serra d'Ordal, wo mit rund 400 Metern Seehöhe zwar der höchste Punkt jedoch keine Bergwertung anstand. Nach 68 Kilometern erreichten die Fahrer Castelldefels, wo der zweite Zwischensprint ausgetragen wurde. Danach ging es vorbei am Flughafen von Barcelona und entlang der C-31 bis zum Plaça d'Espanya. Hier begann der 7,8 Kilometer lange Rundkurs um den Montjuïc der insgesamt sechsmal absolviert werden musste. Auf jeder Runde gab es mit dem Alt del Castell de Montjuïc (105 m) eine Bergwertung der 2. Kategorie.
| Platz | Fahrer           | Nation | Team                        | Zeit                   |
| ----- | ---------------- | ------ | --------------------------- | ---------------------- |
| 01.   | Andrea Bagioli   | ITA    | Quick-Step Alpha Vinyl Team | 3:18:09 h (41,96 km/h) |
| 02.   | Attila Valter    | HUN    | Groupama-FDJ                | "                      |
| 03.   | Fernando Barceló | ESP    | Caja Rural-Seguros RGA      | "                      |
| 04.   | Juan Ayuso       | ESP    | UAE Team Emirates           | "                      |
| 05.   | Dylan Teuns      | BEL    | Bahrain Victorious          | "                      |
| 06.   | Guillaume Martin | FRA    | Cofidis                     | "                      |
| 07.   | Nairo Quintana   | COL    | Team Arkéa-Samsic           | "                      |
| 08.   | Carlos Verona    | ESP    | Movistar Team               | "                      |
| 09.   | Sergio Higuita   | COL    | Bora-Hansgrohe              | "                      |
| 10.   | Richard Carapaz  | ECU    | Ineos Grenadiers            | "                      |

| Platz | Fahrer                     | Nation | Team                   | Zeit       |
| ----- | -------------------------- | ------ | ---------------------- | ---------- |
| 01.   | Sergio Higuita             | COL    | Bora-Hansgrohe         | 29:53:33 h |
| 02.   | Richard Carapaz            | ECU    | Ineos Grenadiers       | + 0:16 min |
| 03.   | João Almeida               | POR    | UAE Team Emirates      | + 0:52 min |
| 04.   | Nairo Quintana             | COL    | Team Arkéa-Samsic      | + 0:53 min |
| 05.   | Juan Ayuso                 | ESP    | UAE Team Emirates      | + 1:08 min |
| 06.   | Ben O’Connor               | AUS    | AG2R Citroën Team      | + 1:10 min |
| 07.   | Tobias Halland Johannessen | NOR    | Uno-X Pro Cycling Team | + 1:13 min |
| 08.   | Guillaume Martin           | FRA    | Cofidis                | + 1:16 min |
| 09.   | Torstein Træen             | NOR    | Uno-X Pro Cycling Team | + 1:27 min |
| 10.   | Sam Oomen                  | NED    | Jumbo-Visma            | + 1:55 min |

## Wertungen im Verlauf
| Etappe         | Etappensieger    | Gesamtwertung           | Sprintwertung           | Bergwertung             | Nachwuchswertung        | Teamwertung        | altivster Fahrer  |
| -------------- | ---------------- | ----------------------- | ----------------------- | ----------------------- | ----------------------- | ------------------ | ----------------- |
| 1              | Michael Matthews | Michael Matthews        | Michael Matthews        | Jonas Iversby Hvideberg | Jonas Iversby Hvideberg | Bahrain-Victorious | Jonathan Caicedo  |
| 2              | Kaden Groves     | Jonas Iversby Hvideberg | Jonas Iversby Hvideberg | Jonas Iversby Hvideberg | Jonas Iversby Hvideberg | Bahrain-Victorious | Adrià Moreno      |
| 3              | Ben O’Connor     | Ben O’Connor            | Jonas Iversby Hvideberg | Ander Okamika           | Juan Ayuso              | UAE Team Emirates  | Mikel Bizkarra    |
| 4              | João Almeida     | Nairo Quintana          | Ben O’Connor            | Mikel Bizkarra          | João Almeida            | UAE Team Emirates  | Marc Soler        |
| 5              | Ethan Vernon     | João Almeida            | Phil Bauhaus            | Mikel Bizkarra          | João Almeida            | UAE Team Emirates  | Urko Berrade      |
| 6              | Richard Carapaz  | Sergio Higuita          | Richard Carapaz         | Sergio Higuita          | Sergio Higuita          | Bahrain-Victorious | Richard Carapaz   |
| 7              | Andrea Bagioli   | Sergio Higuita          | Kaden Groves            | Sergio Higuita          | Sergio Higuita          | Bahrain-Victorious | Steven Kruijswijk |
| Wertungssieger | Wertungssieger   | Sergio Higuita          | Kaden Groves            | Sergio Higuita          | Sergio Higuita          | Bahrain Victorious |                   |